# کانکتور جی‌اس‌تی

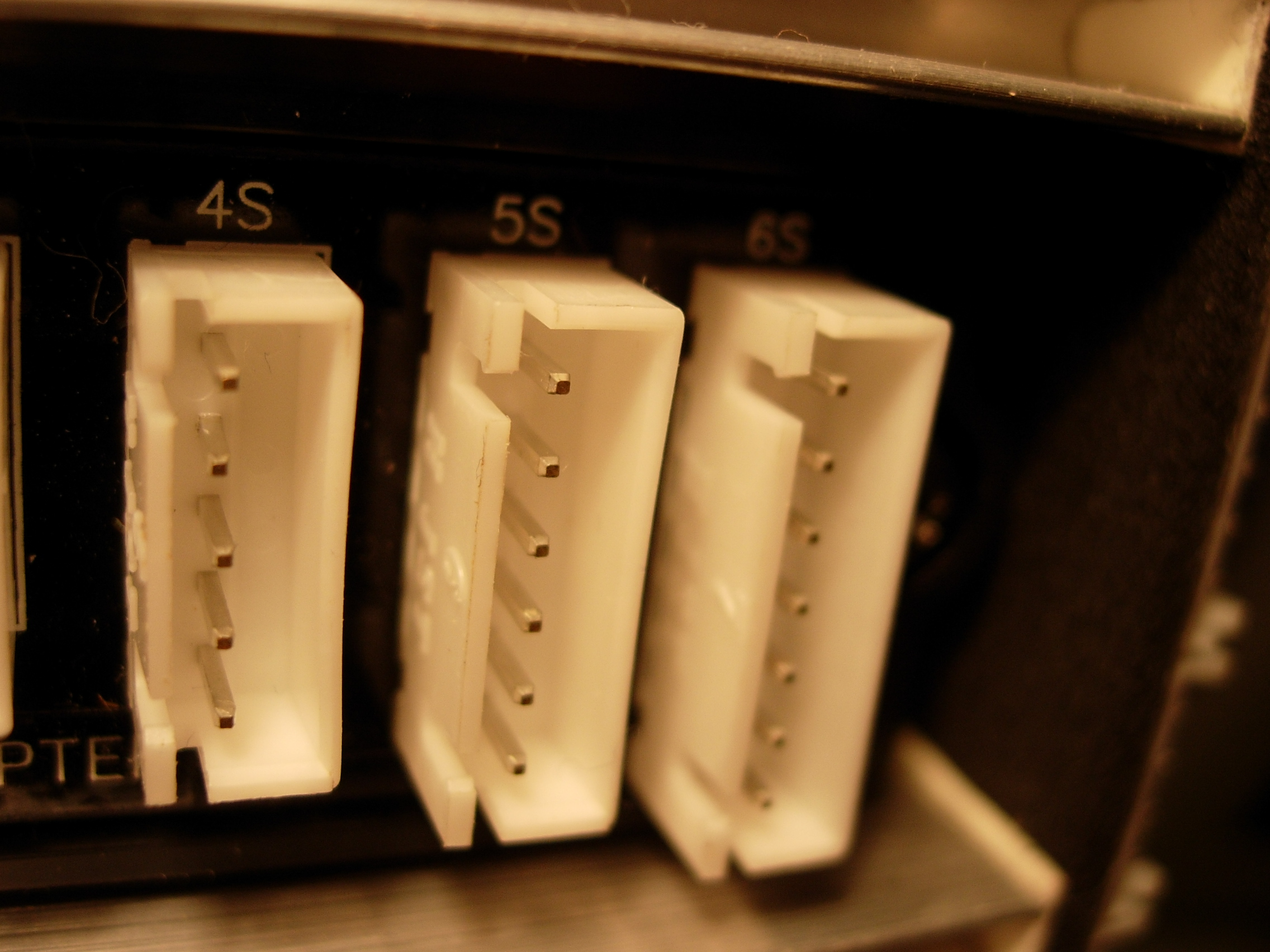
کانکتورهای وی‌سی‌بی نری ۲٫۵۰ میلی‌متری جی‌اس‌تی -ایکس‌اچ ورودی‌بالا (عمودی).

کانکتورهای جی‌اس‌تی (به انگلیسی: JST connectors) کانکتورهای الکتریکی هستند که طبق استانداردهای طراحی که در ابتدا توسط J.S.T ام‌اف‌جی. شرکت. (جاپن سولدرلس ترمینال) توسعه یافته بودند، تولید می‌شوند. سری جی‌اس‌تی (خانواده‌ها) و گام‌های (فاصله پین به پین) متعددی از کانکتورها را تولید می‌کند.
کانکتورهای جی‌اس‌تی در بسیاری از انواع محصولات استفاده می‌شود و معمولاً توسط علاقه مندان الکترونیک و محصولات مصرفی برای بسته‌های باتری قابل شارژ، متعادل‌کننده‌های باتری، مدارهای حذف‌کننده باتری، چاپگرهای سه‌بعدی و سرووهای کنترل‌شده رادیویی استفاده می‌شود.
اصطلاح «جی‌اس‌تی» گاهی به اشتباه به عنوان یک اصطلاح عامیانه به معنای هر کانکتور الکتریکی سفید کوچکی که روی پی‌سی‌بی‌ها نصب شده است، استفاده می‌شود.

## سری کانکتور
JST تعداد زیادی سری (خانواده) کانکتورها را تولید می‌کند. اتصالات PCB (سیم به برد) در ورودی بالا (عمودی) یا جانبی (افقی) و ازمیان‌سوراخ یا روی سطح در دسترس هستند.
| سری JST | گام پین تا پین            | خط‌های پین | جریان (آمپر) | ولتاژ (ولت) | اندازه سیم (AWG) | پوشش   | قفل | یادداشت‌ها                                                                    | برگه‌داده |
| ------- | ------------------------- | --------- | ------------ | ----------- | ---------------- | ------ | --- | ---------------------------------------------------------------------------- | -------- |
| VH      | ۳٫۹۶ میلیمتر (۰٫۱۵۶ اینچ) | ۱         | ۱۰           | ۲۵۰         | ۲۲ تا ۱۶         | آری/نه | آری | بدون‌پوشش به نظر می‌آید که محبوب تر از پوشش‌دار                                 | JST VH   |
| RE      | ۲٫۵۴ میلیمتر (۰٫۱۰۰ اینچ) | ۱         | ۲            | ۲۵۰         | ۳۰ تا ۲۴         | نه     | نه  | مشابه به کانکتورهای ماده «دوبون» و پین‌هدرهای نری سِری آراف دو ردیفه است.      | JST RE   |
| EH      | ۲٫۵۰ میلیمتر (۰٫۰۹۸ اینچ) | ۱         | ۳            | ۲۵۰         | ۳۲ تا ۲۲         | آری    | نه  | گام ۰٫۱ اینچی نیست.                                                          | JST EH   |
| XA      | ۲٫۵۰ میلیمتر (۰٫۰۹۸ اینچ) | ۱         | ۳            | ۲۵۰         | ۳۰ تا ۲۰         | آری    | آری | گام ۰٫۱ اینچی نیست.                                                          | JST XA   |
| XH      | ۲٫۵۰ میلیمتر (۰٫۰۹۸ اینچ) | ۱         | ۳            | ۲۵۰         | ۳۰ تا ۲۲         | آری    | نه  | گام ۰٫۱ اینچی نیست. استفاده شده توسط بسیاری از باتری‌های کنترل رادیویی (R/C). | JST XH   |
| PA      | ۲٫۰۰ میلیمتر (۰٫۰۷۹ اینچ) | ۱         | ۳            | ۲۵۰         | ۲۸ تا ۲۲         | آری    | آری | استفاده شده توسط شارژرهای باتری FMA Cellpro R/C                              | JST PA   |
| PH      | ۲٫۰۰ میلیمتر (۰٫۰۷۹ اینچ) | ۱         | ۲            | ۱۰۰         | ۳۲ تا ۲۴         | آری    | نه  | بسیاری از موتورهای پله‌ای سازگار با سری‌های KR (IDC), KRD (IDC), CR (IDC).     | JST PH   |
| ZH      | ۱٫۵۰ میلیمتر (۰٫۰۵۹ اینچ) | ۱         | ۱            | ۵۰          | ۳۲ تا ۲۶         | آری    | نه  | با سری ZR (IDC) و ZM (crimp) سازگار است.                                     | JST ZH   |
| GH      | ۱٫۲۵ میلیمتر (۰٫۰۴۹ اینچ) | ۱         | ۱            | ۵۰          | ۳۰ تا ۲۶         | آری    | آری | گام ۰٫۰۵ اینچی نیست. گاهی با مولکس PicoBlade اشتباه گرفته می‌شود.             | JST GH   |
| SH      | ۱٫۰۰ میلیمتر (۰٫۰۳۹ اینچ) | ۱         | ۱            | ۵۰          | ۳۲ تا ۲۸         | آری    | نه  | با سری SR (IDC) و SZ (IDC).                                                  | JST SH   |

| سری JST | گام پین تا پین            | ردیف‌ها پین | جریان (آمپر) | ولتاژ (ولت) | اندازه سیم (AWG) | امکانات            | یادداشت | برگه‌داده |
| ------- | ------------------------- | ---------- | ------------ | ----------- | ---------------- | ------------------ | --- | -------- |
| RCY     | ۲٫۵۰ میلیمتر (۰٫۰۹۸ اینچ) | ۱          | ۳            | ۲۵۰         | ۲۸ تا ۲۲         | قفل‌کردن            | مورد استفاده در کنترل رادیویی (R/C)، همچنین به عنوان کانکتور BEC یا P شناخته می‌شود. معمولاً در مدل‌های کوچک، اسباب بازی‌ها و بسته‌های کوچک LiPo یافت می‌شود. | JST RCY  |
| SM      | ۲٫۵۰ میلیمتر (۰٫۰۹۸ اینچ) | ۱          | ۳            | ۲۵۰         | ۲۸ تا ۲۲         | قفل‌کردن، نیروی‌زیاد | در برخی از نوارهای نور تزئینی ال‌ئی‌دی آرجی‌بی استفاده می‌شود.                                                                                              | JST SM   |

## نگارخانه

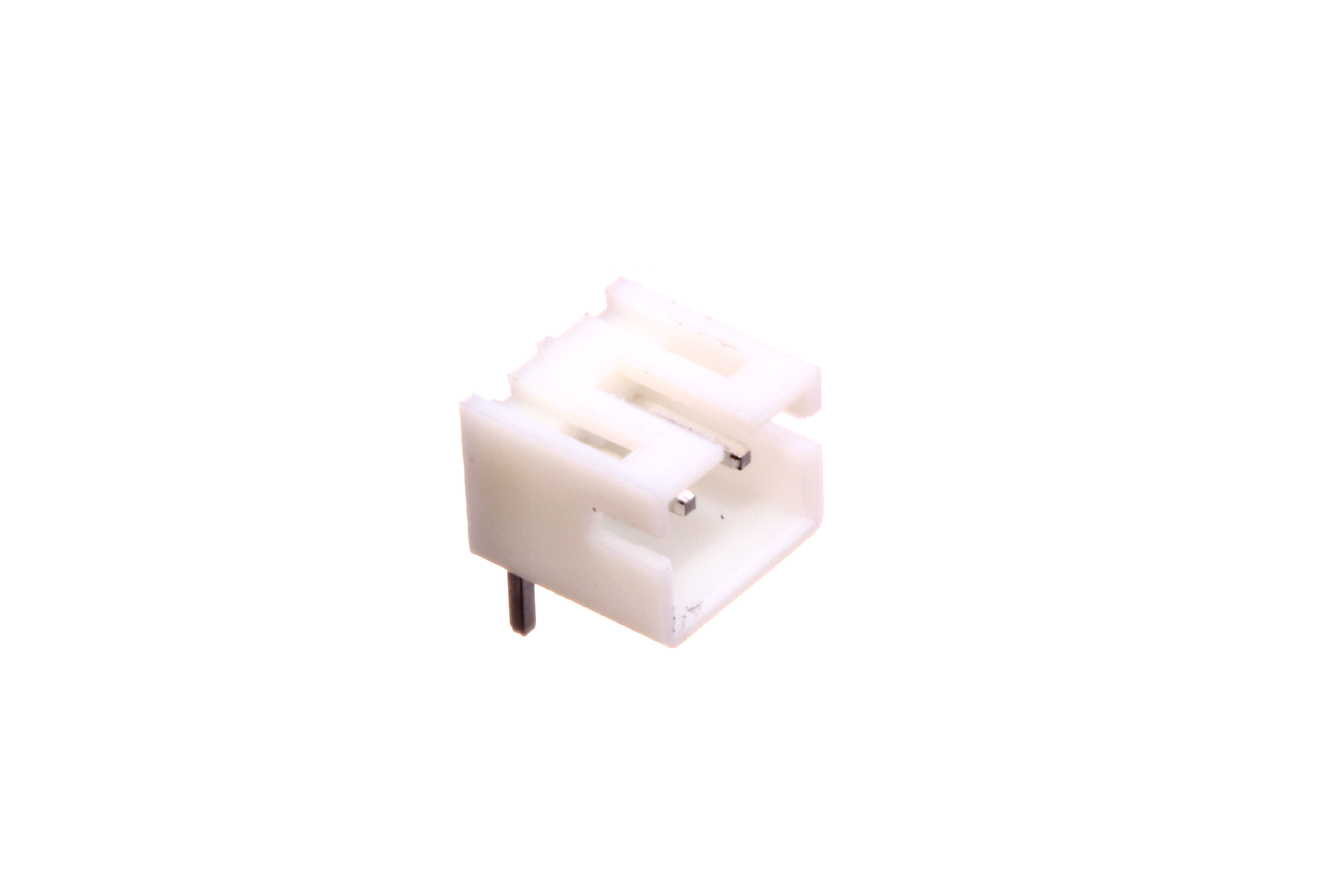
جی‌اس‌تی پی‌اچ ۲پایه پی‌سی‌بی راست‌گوشه تمام‌سوراخ
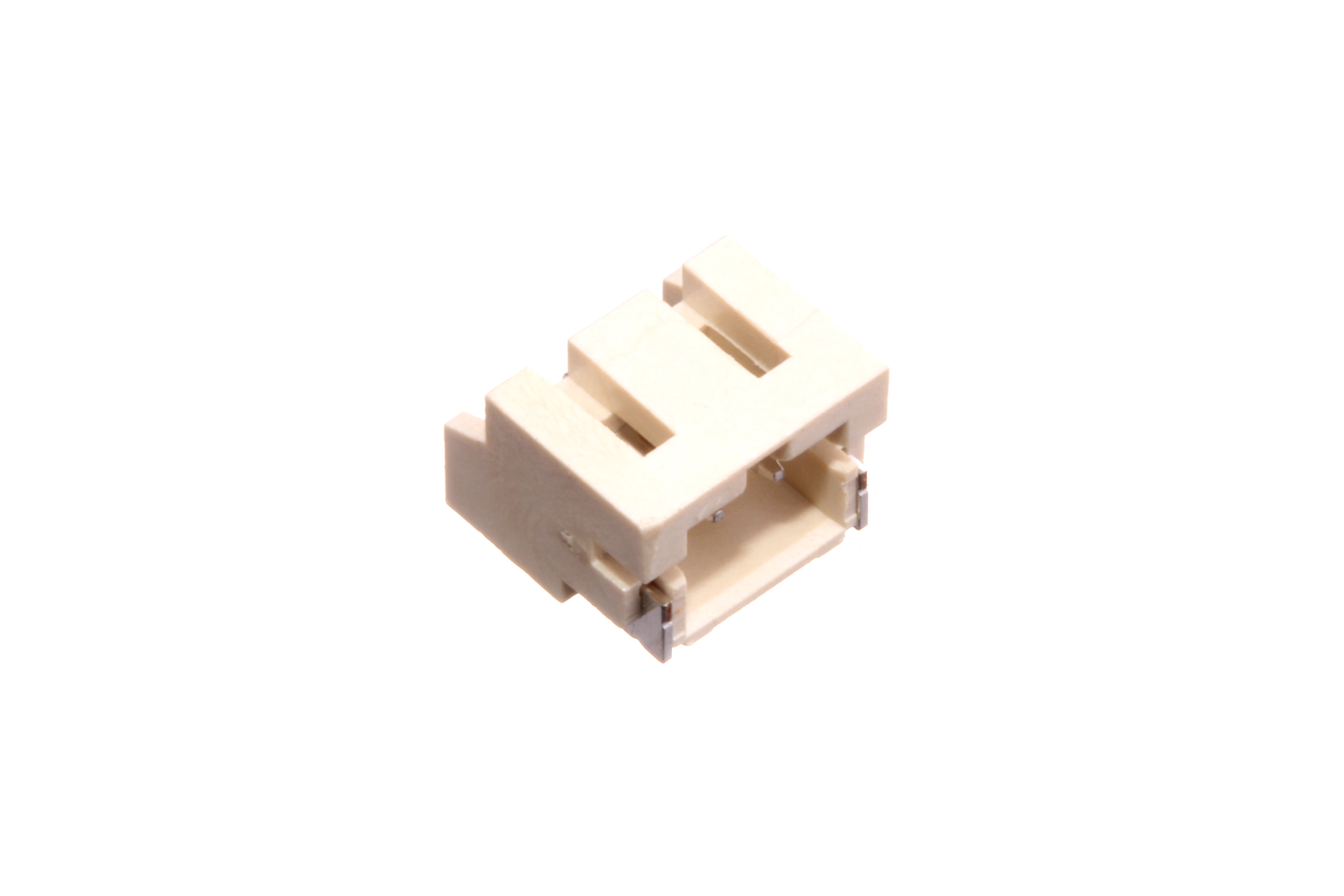
جی‌اس‌تی پی‌اچ ۲پایه راست‌گوشه نصب‌سطحی پی‌سی‌بی
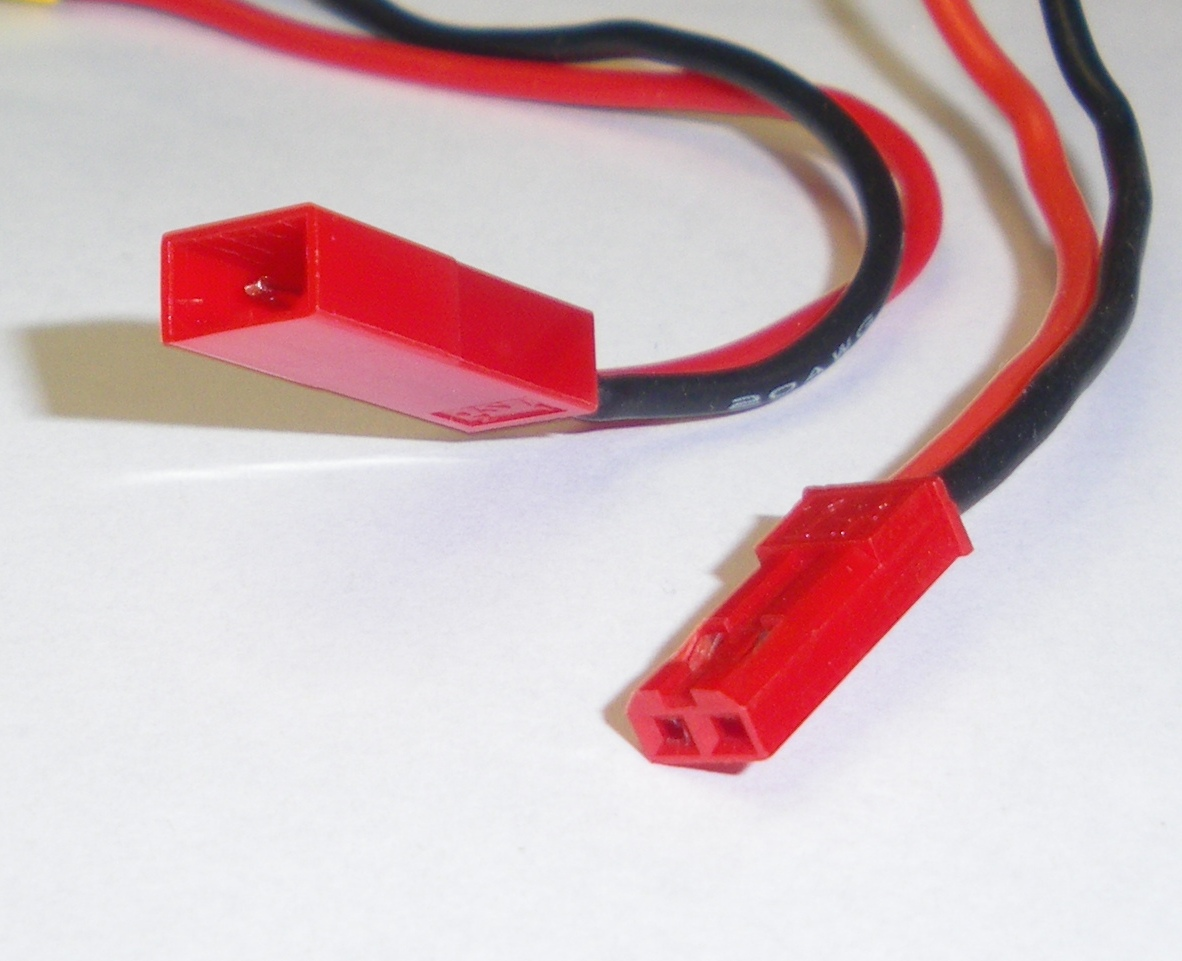
جی‌اس‌تی آرسی‌وای ۲پایه